# Nuillé-le-Jalais
Nuillé-le-Jalais è un comune francese di 470 abitanti situato nel dipartimento della Sarthe nella regione dei Paesi della Loira.

## Società

### Evoluzione demografica
Abitanti censiti